# Inschriften-Maler (chalkidischer Vasenmaler)

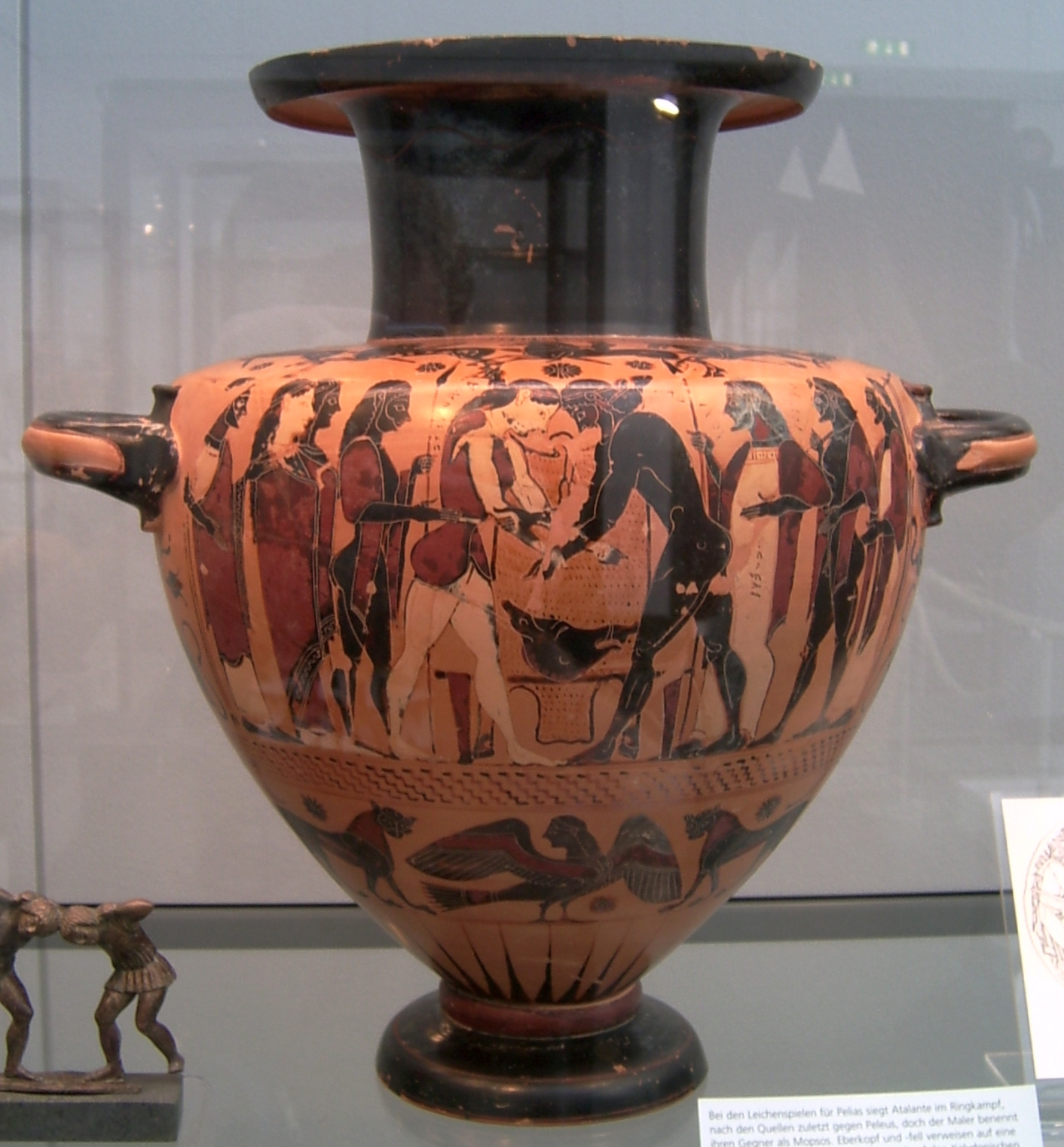
Hydria des Inschriften-Malers in den Staatlichen Antikensammlungen München: Ringkampf von Peleus und Atalante bei den Leichenspielen für König Pelias. Im Hintergrund der Kampfpreis: Fell und Kopf des kalydonischen Ebers.

Mit dem Notnamen Inschriften-Maler (englisch Inscription painter) wird ein griechischer Vasenmaler bezeichnet, der als einer der beiden Hauptvertreter der Chalkidischen Vasenmalerei gilt und dessen Werke in die Zeit zwischen 560 und 540 v. Chr. datiert werden.

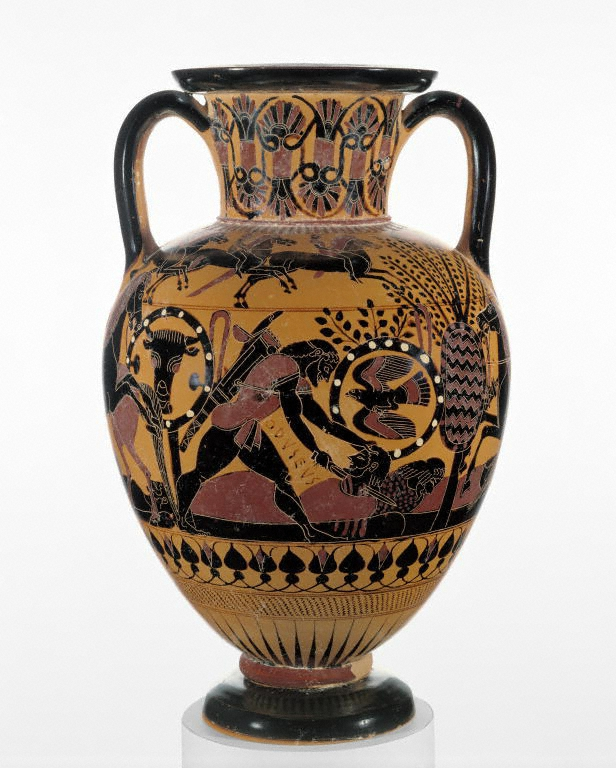
Halsamphore mit der Darstellung des Odysseus, der Diomedes im Schlaf überfällt und tötet; um 540 v. Chr.; J. Paul Getty Museum.

Der Inschriften-Maler gilt als einer der Begründer der Chalkidischen Vasenmalerei. Er wurde nach den vielen Beischriften benannt, mit denen er die mythologischen Figuren, die er malte, bezeichnet hatte. Er bemalte vor allem größere Gefäße wie Amphoren, Hydrien und Kratere (sogenannte Chalkidische Kratere), aber auch Schalen und Oinochoen in einem kraftvollen, geschmeidigen Stil. Besonders gern zeigt er Bilder aus dem Trojanischen Sagenkreis, darüber hinaus Bellerophon, Perseus, Zeus und Typhon sowie Herakles und Geryoneus. Der Inschriften-Maler zeichnete die Hälfte aller Mythenbilder der Chalkidischen Vasenmalerei. Daneben zeigt er Satyrn und Mänaden, die oft im Zusammenhang mit Reiter- oder Tierfriesen standen. Seine Satyrn zeigt er in ionischer Tradition mit Pferdehufen, die Tänze wirken realistisch, nicht überzeichnet. Die Bilder wurden oft heraldisch um ein pflanzliches Ornament angeordnet. Dem Künstler, der wahrscheinlich auch der Töpfer seiner Gefäße war, wurden bislang etwa 50 Werke zugeschrieben, die vor allem in Vulci und Reggio di Calabria gefunden wurden.
John Boardman reiht den Künstler unter die besten Vasenmaler seiner Zeit überhaupt ein, ebenbürtig den besten attischen Vasenmalern seiner Generation. Ihm folgte der Phineus-Maler nach, mit dem der Stil auch schon wieder ein Ende fand. Er ist nicht mit dem gleichnamigen attischen Inschriften-Maler des rotfigurigen Stils zu verwechseln.